# 鱗翅學

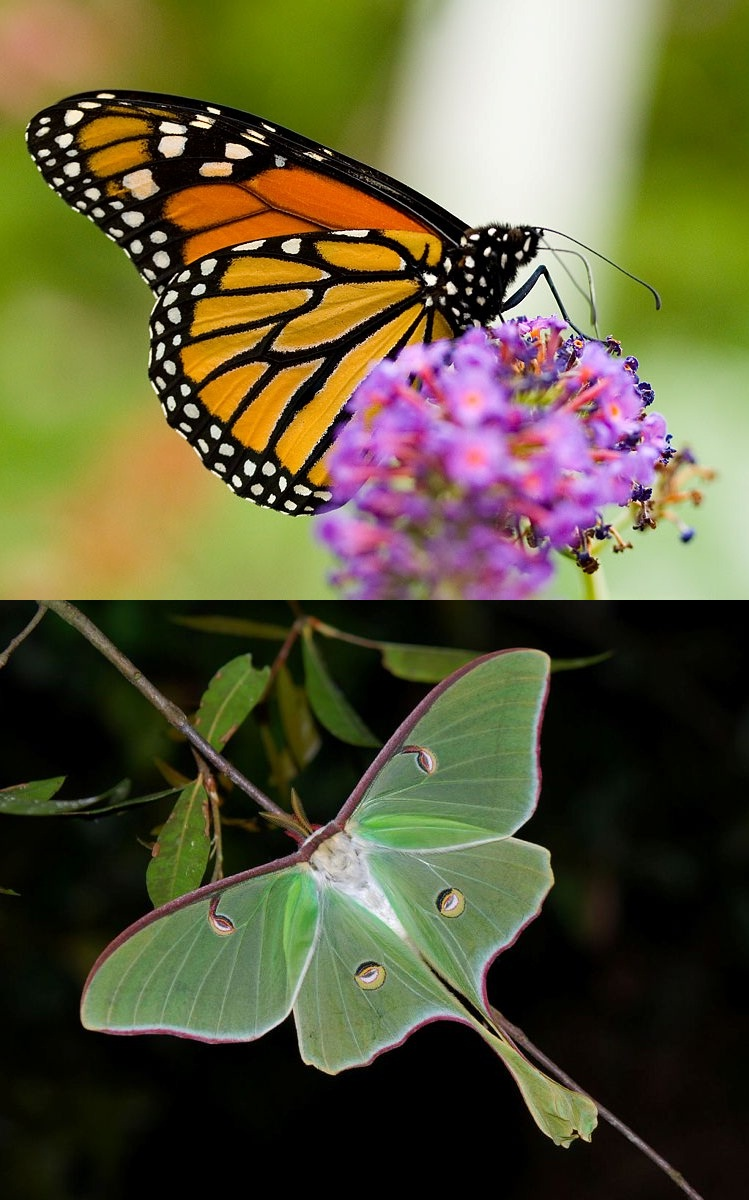
君主斑蝶和一種長尾水青蛾(Actias luna)

鱗翅學是昆蟲學中的一個分支。是以鱗翅目的生物分類中，各種蛾類和蝶類為研究對象的科學。

## 歷史
在後文藝復興時期，因著當時對科學、自然和周遭環境的探究興趣開始增加，對於鱗翅目生物的研究就從此興起了，「鱗翅學者」（Lepidopterist）一詞亦從當時開始出現。當動物學家卡爾·林奈於1758年寫作十版的《自然系統》時，已有不少有關鱗翅目生物的出版。